# Marie Noe
Marie Noe (Filadelfia, 23 agosto 1928 – Filadelfia, 5 maggio 2016) è stata un'assassina seriale statunitense.
Ha ucciso 8 dei suoi 10 figli. Marie Noe venne arrestata nell'agosto del 1998: si dichiarò colpevole di tutti e otto gli omicidi di secondo grado di cui era stata accusata e nel 1999 venne condannata a vent'anni di libertà vigilata di cui cinque di trattamento psichiatrico. Nella sua confessione, affermò di aver sempre desiderato che la polizia scoprisse i crimini da lei fatti contro i suoi figli.

## Omicidi commessi
- Richard Allan Noe (7 marzo 1950 – 7 aprile 1950)
- Elizabeth Mary Noe (8 settembre 1950 – 17 febbraio 1951)
- Jacqueline Noe (23 aprile 1952 – 3 maggio 1952)
- Arthur Noe Jr. (23 aprile 1955 – 28 aprile 1955)
- Constance Noe (24 febbraio 1958 – 20 marzo 1958)
- Mary Lee Noe (19 giugno 1962 – 4 gennaio 1963)
- Catherine Ellen Noe (3 dicembre 1964 – 24 febbraio 1966)
- Arthur Joseph Noe (28 luglio 1967 – 2 gennaio 1968)

## Biografia

### Gioventù e rapporti con la famiglia
Marie Noe (Marie Lyddy da nubile) nacque il 23 agosto 1928 a Philadelphia nel quartiere di Kensington da Ella Ackler e James Lyddy. Marie visse in un ambiente difficile e insalubre. Il padre era alcolizzato e brutale: la moglie lo denunciò ripetutamente per violenze fisiche e mentali. Marie per un breve periodo venne affidata a un orfanotrofio, dove celebrò il terzo compleanno, prima di essere riconsegnata alla madre.
All'età di cinque anni contrasse la scarlattina e venne usata come cavia dai medici che le somministrarono una varietà di farmaci sperimentali. Le sue capacità mentali subirono consistenti danni e, durante il suo periodo da studentessa, non riuscì a tenersi alla pari con gli altri bambini. A dodici anni Marie lasciò la scuola per badare alla casa e ai fratelli minori. La madre seguendo le orme del marito era solita frustare i figli. Uno dei fratelli di Marie venne affidato alle cure di un ospedale psichiatrico gli venne diagnosticato un disordine post-traumatico della personalità. La stessa Marie anni dopo affermò "ero praticamente analfabeta.. Di questo problema non si era mai parlato durante la mia adolescenza, ma quando mi sposai e vidi che le altre persone sapevano parlare, leggere e capire le cose meglio di me, mi resi conto di essere inferiore a loro".

### Morte dei primi figli
All'età di 18 anni Marie Noe conobbe il suo futuro marito Arthur Noe e il 12 luglio 1949 i due decisero di fuggire insieme. Arthur non conosceva molto bene Marie, visto che prima della fuga d'amore, si erano frequentati poco in un circolo sociale del loro quartiere e non era a conoscenza del fatto che lei non sapesse né leggere né scrivere. Grazie all'aiuto del marito Marie Noe riuscì a imparare gli elementi di base.
Le cose fra di loro iniziarono a incrinarsi quando nel 1950 presso il Temple University Hospital di Filadelfia nacque il loro primogenito: Richard Allen. Il bambino alla nascita pesava circa tre chili e mezzo era in buona salute e con un leggero ittero. Dopo pochi giorni dalla nascita Marie portò il piccolo all'ospedale dove venne ricoverato per un attacco di colica e dopo pochi giorni, una volta ristabilito, il bambino venne dimesso e affidato alle cure della madre. Dopo un mese dalla nascita Arthur trovò il bambino che giaceva senza vita nel lettino. Un vicino sentendo le urla lo accompagnò all'Episcopal Hospital dove venne constatato il decesso. Il medico legale stabilì che il decesso era dovuto a "insufficienza cardiaca congestizia provocata da endocardite subacuta", ma non venne effettuata nessuna autopsia.
Nel 1951 nacque Elizabeth Mary Noe presso il Northeastern Hospital. Dopo cinque mesi dalla nascita la madre trovò la bambina che rigurgitava un miscuglio di latte e sangue. Elizabeth venne trasportata di urgenza al Temple Hospital, dove la bambina venne dichiarata morta. Qui la diagnosi fu di broncopolmonite ma, anche in questo caso, non venne eseguita nessuna autopsia.
Nell'aprile 1952 nacque Jacqueline Noe; anche lei appena nata era in perfetta salute. Dopo tre settimane dalla nascita della piccola Marie disse di essersi accorta che la bambina stava vomitando e diventando cianotica. Jacqueline morì nel tragitto verso l'ospedale. Questa volta la causa venne attribuita a soffocamento indotto dal vomito. 
Dopo 3 anni, nel 23 aprile 1955, nacque Arthur Noe Junior, ma dodici giorni dopo il bambino venne portato d'urgenza verso l'Episcopal Hospital, dove i genitori dissero di aver trovato il figlio in preda a una crisi respiratoria. I medici non riscontrarono niente di anomalo e lo rimandarono a casa il giorno stesso; il giorno dopo il neonato morì sull'ambulanza che lo stava nuovamente portando all'ospedale.
Il 24 febbraio 1958, Marie diede alla luce il quinto figlio, una bambina di nome Constance. Alla nascita la bambina era sana: aveva solo una leggera congiuntivite. Uno dei medici che avevano contribuito alla nascita della bambina, come riferisce un articolo del "Philadelphia Magazine"dichiarò in seguito di essersi offerto di aiutare Marie a curare la bambina, ma la donna aveva rifiutato dicendo " A che serve? Morirà come tutti gli altri ".
Dopo qualche settimana la signora Noe chiamò il dottore preoccupata perché la bambina non respirava bene; visti i tragici trascorsi, il medico fece ricoverare la bambina in ospedale, temendo che potesse avere una rara disfunzione sanguigna. Tuttavia gli accertamenti non rivelarono nulla del genere, e tre giorni dopo la bambina venne riportata a casa con un certificato di buona salute. Due giorni dopo la bambina morì. Il signor Arthur quando trovò la bambina senza vita provò a rianimarla ma fu tutto invano. Affermò poi con i dottori che si era accorto che dalla bocca e dal naso della piccola uscivano grumi di latte. L'inalazione di vomito fu indicata come la causa più probabile per la morte della piccola.
La famiglia Noe era stremata dalla morte dei cinque figli e attribuiva la colpa di tutto questo alla volontà divina. I medici al contempo iniziarono a sospettare che tutte queste misteriosi morti non potevano essere state causate dalla SIDS e chiesero un'indagine all'ufficio di medicina legale della polizia di Filadelfia.
Sul corpo di Constance venne eseguita un'autopsia dalla dottoressa Marie Valdes-Dapena. Madre di dieci figli, era una patologa pediatra presso l'ospedale per bambini St. Christhopher di Filadelfia. La dottoressa riesaminando il corpo arrivò alla conclusione che il soffocamento non era la causa della morte della piccola ma uno dei risultati. Ella sottopose il corpo di Constance a una serie di test, compreso un esame tossicologico, ma non riscontrò niente e dovette archiviare il caso come dovuto a cause imprecisate, presumibilmente naturali.
Nel frattempo la polizia interrogò i signori Noe ma senza esiti; l'unica informazione che ne ricavarono fu il basso quoziente intellettivo della donna.
La madre di Marie quattro anni dopo la morte di Constance rilasciò una dichiarazione a Life nel quale dichiarò "Dopo il funerale Martha (Marie) rimase seduta per un po' senza dir parola. Sembrava che non fosse capace di alzarsi per andare a casa. Aveva l'aria di chi non ne può più".
Il 24 agosto 1959 Marie partorì la sesta figlia Letitia Noe, ma la bambina nacque senza vita. Questa volta non ci furono dubbi e la famiglia venne rimandata a casa fra la comprensione di tutti.
Per tre anni non si seppe più nulla della donna fino a che non rimase incinta del settimo figlio, che nacque con parto cesareo il 19 giugno 1962: Marie Lee Noe. La bambina appena nata era in buona salute, anche se venne tenuta in ospedale per più di un mese, forse perché Mary aveva sofferto di problemi vascolari durante l'intervento ed era anemica, o forse perché il personale medico desiderata monitorare i progressi della piccola.
Una volta a casa Mary telefonò spesso al medico di famiglia per informarlo delle sue preoccupazioni in merito alla salute della figlia ma le sue chiamate erano conformi alle preoccupazioni di qualsiasi donna apprensiva. I Noe avevano cambiato spesso il medico di famiglia: a quel tempo era Columbus Gangemi, il quale riferì poi al medico legale che la donna lo chiamava spesso per sfogarsi in merito al fatto che la bambina non faceva altro che piangere. Il 4 gennaio 1963 Mary Lee Noe venne trasportata di urgenza all'ospedale per problemi respiratori e all'arrivo nella struttura venne dichiarata morta.

### Prime indagini
Dopo la morte di Mary gli agenti di polizia interrogarono i signori Noe. Al contempo fu ordinata un'autopsia sul corpo della bambina, eseguita dall'assistente del medico legale, dottor Halbert Fillinger. L'autopsia non rivelò niente e anche l'interrogatorio evidenziò soltanto la scarsa intelligenza della signora Noe.
Alla fine di varie analisi il referto dell'autopsia evidenziò che il decesso era dovuto a "cause imprecisate" e non come in precedenza a "cause imprecisate presumibilmente naturali".
Fillinger una volta saputo che Marie stava aspettando l'ottavo figlio si offrì subito di darle assistenza gratuita prenatale, ma Marie rifiutò.
Theresa Noe nacque nel giugno del 1963 ma morì dopo 6 ore dalla nascita. L'autopsia eseguita sul corpo di Theresa rivelò che la morte era dovuta a diatesi emorragica congenita, una disfunzione sanguigna che nessuno avrebbe potuto prevedere.
Fu a questo punto che sulla rivista Life venne pubblicato un articolo che ebbe molta risonanza. Nell'articolo di Life l'autrice presentava i Noe non come assassini ma come persone da commiserare. La rivista criticò molto l'ufficio del coroner "In quel periodo l'ufficio del coroner lasciava molto a desiderare: non aveva un solo microscopio, niente che potesse definirsi un laboratorio e un'attrezzatura che l'attuale Ministero della salute oggi descrive come "coltelli da macellaio, seghe da carpentiere e forbici da cucina". La mortalità infantile era un tema particolarmente sentito in quel periodo, perché poche settimane prima anche il presidente John F. Kennedy e la first lady Jackie Kennedy avevano perso un figlio.
Nel 1964 Marie rimase incinta del nono figlio Catherine Ellen, che diede alla luce il 3 dicembre presso il St. Joseph Hospital. La bambina nacque circondata dalla stampa e dall'attenzione del pubblico, rimase per i primi tre mesi di vita in ospedale sotto stretta sorveglianza del personale medico, suor Victorine, un'infermiera si affezionò molto alla bambina e stando a stretto contatto con i genitori che venivano a farle visita quotidianamente rilasciò poi dichiarazioni alla polizia in cui affermava "Il signor Noe si mostrava molto affezionato alla bambina, al contrario della moglie, la quale sembrava preferisse mantenere un atteggiamento distaccato... Ella fingeva preoccupazione per la figlia, come se pensasse che questo ci si aspettava da lei.. [e] si offriva di fare cose del tutto inutili"
Le cause della mancanza di emozioni della donna verso la figlia furono attribuite dall'infermiera alla paura di affezionarsi alla nona figlia per paura di perderla, visto le recenti otto morti premature, e il fatto di non possedere istinto materno. Come ulteriore conferma a quest'ultima ipotesi, suor Victorine dichiarò anche che la signora Noe minacciava di uccidere la figlia quando quest'ultima non terminava abbastanza in fretta il suo biberon. 
La bambina venne dimessa dall'ospedale St. Joseph all'inizio del 1965, e per alcuni mesi tutto sembrò andar bene. Con l'arrivo dell'autunno la donna chiamò ripetutamente il dottor Gangemi accusando più volte la figlia di pochi mesi di comportamenti nocivi.
I medici per precauzione decisero di tenere la bambina in ospedale per cinque settimane; in questo periodo la piccola fece progressi, ma poco dopo esser tornata a casa svenne mentre Marie la teneva in braccio e fu riportata all'ospedale dove venne tenuta nuovamente sotto osservazione per tre settimane, nelle quali la bambina (unica dei nove figli dei Noe) riuscì a compiere il primo compleanno. 
Il 14 febbraio 1966 la bambina venne portata nuovamente all'ospedale causa crisi respiratoria. Il dottor Gangemi non trovò nulla di anomalo e prescrisse oltre all'ossigeno un farmaco, il Dilantin, che poteva usare nel caso di crisi respiratoria. Due settimane dopo, il 25 febbraio 1966, Marie trovò la piccola Cathy che stava diventando cianotica nel suo box. La bambina quando arrivò all'ospedale di Philadelphia venne dichiarata morta. L'autopsia ritenne la morte dovuta a "cause imprecisate".
La polizia rappresentata dall'investigatore Remington Bristow e dal medico legale Joe McGillen interrogarono i signori Noe, senza risultato: il marito difendeva energicamente la moglie dicendo che non sarebbe mai stata capace di fare del male ai suoi figli. Il dottor Gangemi venne interrogato più volte in quel periodo e disse di considerare Marie "una personalità instabile e schizofrenica e con tutta probabilità, psicotica". La personalità schizofrenica era confermata anche dal fatto che per anni aveva sofferto di episodi di cecità temporanea. A 22 anni di distanza, nell'articolo al Philadelphia Magazine uscito nel 1988, Marie affermò che i primi episodi di cecità erano avvenuti con le prime mestruazioni ed erano stati accompagnati da forti emicranie.
La polizia oltre a esaminare l'instabilità mentale della donna presero in esame anche un altro movente: l'assicurazione. Tutti i bambini erano stati assicurati alla nascita (a parte Theresa e Letitia).
Il 28 luglio 1967 Marie mise al mondo con parto cesareo il decimo figlio: Arthur Joseph Noe. Durante l'operazione l'utero della donna subì una grave lacerazione e l'equipe medica le praticò di urgenza una isterectomia totale.
Per i primi due mesi di vita il piccolo rimase sotto osservazione medica. Il dottor Gangemi annotava tutti i comportamenti del bambino e non rimase sorpreso a scoprire che quest'ultimo era sano. Arthur Noe lasciò l'ospedale il 29 settembre 1967, accompagnato dai suoi genitori. Nella nota di dimissione del bambino il dottore scrisse "Affidiamoci a Dio".
Anche la fine del decimo figlio non fu diversa da quelle precedenti: morì dopo qualche mese.
Marie e Arthur furono di nuovo interrogati; oltre a loro furono interrogati amici e vicini nonché il personale medico. La coppia venne sottoposta alla macchina della verità. Nel 1969 l'indagine venne dichiarata conclusa.

### Nuove indagini e condanna
Il libro The death of innocents: A True Story of Murder Medicine and High-Stake Science scritto da Richard Firstman e Jamie Talan, pubblicato del 1997, riportò nuovamente sotto i riflettori la storia della famiglia Noe. Per motivi legali in questo libro i Noe erano nominati sotto pseudonimo.
L'uscita di questo libro portò Stephen Fried a scrivere un articolo, Cradle to Grave sul Philadelphia Magazine e la polizia ritenne opportuno riaprire le indagini.
Anni dopo la morte dell'ultimo figlio, Marie venne nuovamente interrogata e confessò di aver soffocato quattro dei suoi bambini; degli altri quattro disse che non ricordava niente. La polizia arrestò la donna il 5 agosto 1998. Marie, pur non ricordando di aver ucciso 4 degli otto figli deceduti, si dichiarò colpevole di tutti e otto gli omicidi di secondo grado. Il giudice il 29 giugno 1999 la condannò a venti anni di arresti domiciliari di cui cinque di trattamento psichiatrico. La sentenza venne accolta con sdegno dal pubblico in quanto ritenuta troppo mite per otto omicidi; il giudice si giustificò dicendo che invece di spendere milioni di dollari ospitando Marie Noe in prigione preferiva usarli per curarla ed effettuare ricerche.
Marie Noe nella sua confessione insistette a dire che il marito era all'oscuro di tutto e che ella aveva sempre desiderato di esser scoperta.
Alla donna venne diagnosticata la sindrome di Münchhausen, un disturbo psichiatrico che negli anni l'aveva portata a far ammalare e ad uccidere i propri figli al fine di attirare l'attenzione su sé stessa.